# Lucas Alario
Lucas Nicolás Alario (Tostado, 8 ottobre 1992) è un calciatore argentino, attaccante dell'Estudiantes (LP).

## Biografia
È nato in Argentina, a Tostado, ma ha origini italiane in quanto suo nonno è di Udine.

## Carriera

### Club

#### Gli inizi, Colon
Calcisticamente cresciuto nelle giovanili del Colón, viene aggregato in prima squadra nel 2010; in totale realizza sei reti in quarantaquattro partite.

#### River Plate e Bayer Leverkusen
Nel 2015 viene acquistato dal River Plate, con cui vince una Copa Libertadores, una Recopa Sudamericana e una Copa Argentina.
Nel 2017 viene acquistato dai tedeschi del Bayer Leverkusen.

#### Eintracht Francoforte e Internacional
Nel 2022 viene acquistato dall'Eintracht Francoforte.
Il 4 gennaio 2023 viene acquistato dall'Internacional, con cui sottoscrive un contratto fino al 31 dicembre 2025.

### Nazionale
Il 1º settembre 2016 esordisce con la nazionale argentina, nella partita valida per le qualificazioni al Campionato mondiale contro l'Uruguay (1-0).

## Statistiche

### Presenze e reti nei club
Statistiche aggiornate al 2 aprile 2025.
| Stagione                     | Squadra                      | Campionato                   | Campionato | Campionato | Coppe nazionali | Coppe nazionali | Coppe nazionali | Coppe continentali | Coppe continentali | Coppe continentali | Altre coppe | Altre coppe | Altre coppe | Totale | Totale | Totale |
| Stagione                     | Squadra                      | Comp                         | Pres       | Reti       | Comp            | Pres            | Reti            | Comp               | Pres               | Reti               | Comp        | Pres        | Reti        | Pres   | Reti   |        |
| ---------------------------- | ---------------------------- | ---------------------------- | ---------- | ---------- | --------------- | --------------- | --------------- | ------------------ | ------------------ | ------------------ | ----------- | ----------- | ----------- | ------ | ------ | ------ |
| 2010-2011                    | Colón (SF)                   | PD                           | 1          | 0          | -               | -               | -               | -                  | -                  | -                  | -           | -           | -           | 1      | 0      |        |
| 2011-2012                    | Colón (SF)                   | PD                           | 9          | 0          | CA              | 0               | 0               | CS                 | 0                  | 0                  | -           | -           | -           | 9      | 0      |        |
| 2012-2013                    | Colón (SF)                   | PD                           | 3          | 0          | CA              | 0               | 0               | -                  | -                  | -                  | -           | -           | -           | 3      | 0      |        |
| 2013-2014                    | Colón (SF)                   | PD                           | 20+1       | 3          | CA              | 2               | 0               | -                  | -                  | -                  | -           | -           | -           | 23     | 3      |        |
| 2014                         | Colón (SF)                   | BN                           | 15         | 6          | CA              | 0               | 0               | -                  | -                  | -                  | -           | -           | -           | 15     | 6      |        |
| feb.-giu. 2015               | Colón (SF)                   | PD                           | 10         | 3          | CA              | 0               | 0               | -                  | -                  | -                  | -           | -           | -           | 10     | 3      |        |
| Totale Colon                 | Totale Colon                 | Totale Colon                 | 58+1       | 12         |                 | 2               | 0               |                    | 0                  | 0                  |             | -           | -           | 61     | 12     |        |
| lug.-dic. 2015               | River Plate                  | PD                           | 6          | 4          | CA              | 0               | 0               | CL+CS              | 4+4                | 2+1                | CSB+Cmc     | 0+2         | 0+1         | 16     | 8      |        |
| 2016                         | River Plate                  | PD                           | 13         | 6          | CA              | 6               | 7               | CL                 | 7                  | 3                  | RS          | 2           | 1           | 28     | 17     |        |
| 2016-2017                    | River Plate                  | PD                           | 27         | 12         | CA              | 2               | 1               | CL                 | 8                  | 3                  | SA          | 0           | 0           | 37     | 16     |        |
| ago. 2017                    | River Plate                  | PD                           | 1          | 0          | CA              | 0               | 0               | CL                 | -                  | -                  | SA          | -           | -           | 1      | 0      |        |
| Totale River Plate           | Totale River Plate           | Totale River Plate           | 47         | 22         |                 | 8               | 8               |                    | 23                 | 9                  |             | 4           | 2           | 82     | 41     |        |
| 2017-2018                    | Bayer Leverkusen             | BL                           | 23         | 9          | CG              | 3               | 1               | -                  | -                  | -                  | -           | -           | -           | 26     | 10     |        |
| 2018-2019                    | Bayer Leverkusen             | BL                           | 27         | 9          | CG              | 2               | 1               | UEL                | 7                  | 4                  | -           | -           | -           | 36     | 14     |        |
| 2019-2020                    | Bayer Leverkusen             | BL                           | 24         | 7          | CG              | 4               | 3               | UCL+UEL            | 5+3                | 0+2                | -           | -           | -           | 36     | 12     |        |
| 2020-2021                    | Bayer Leverkusen             | BL                           | 25         | 11         | CG              | 3               | 2               | UEL                | 5                  | 2                  | -           | -           | -           | 33     | 15     |        |
| 2021-2022                    | Bayer Leverkusen             | BL                           | 27         | 6          | CG              | 0               | 0               | UEL                | 6                  | 1                  | -           | -           | -           | 33     | 7      |        |
| Totale Bayer Leverkusen      | Totale Bayer Leverkusen      | Totale Bayer Leverkusen      | 126        | 42         |                 | 12              | 7               |                    | 26                 | 9                  |             | -           | -           | 164    | 58     |        |
| 2022-2023                    | Eintracht Francoforte        | BL                           | 20         | 1          | CG              | 3               | 1               | UCL                | 2                  | 0                  | SU          | 1           | 0           | 26     | 2      |        |
| 2023-gen. 2024               | Eintracht Francoforte        | BL                           | 0          | 0          | CG              | 0               | 0               | UECL               | 0                  | 0                  | -           | -           | -           | 0      | 0      |        |
| Totale Eintracht Francoforte | Totale Eintracht Francoforte | Totale Eintracht Francoforte | 20         | 1          |                 | 3               | 1               |                    | 2                  | 0                  |             | 1           | 0           | 26     | 2      |        |
| 2024                         | Internacional                | PD/RS+A                      | 11+15      | 2+0        | CB              | 4               | 1               | CS                 | 6                  | 2                  | -           | -           | -           | 36     | 5      |        |
| 2025                         | Estudiantes (LP)             | PD                           | 9          | 1          | CA              | 0               | 0               | CL                 | 1                  | 0                  | -           | -           | -           | 10     | 1      |        |
| Totale carriera              | Totale carriera              | Totale carriera              | 287        | 80         |                 | 29              | 17              |                    | 58                 | 20                 |             | 5           | 2           | 379    | 119    |        |

### Cronologia presenze e reti in nazionale
| Cronologia completa delle presenze e delle reti in nazionale ― Argentina | Cronologia completa delle presenze e delle reti in nazionale ― Argentina | Cronologia completa delle presenze e delle reti in nazionale ― Argentina | Cronologia completa delle presenze e delle reti in nazionale ― Argentina | Cronologia completa delle presenze e delle reti in nazionale ― Argentina | Cronologia completa delle presenze e delle reti in nazionale ― Argentina | Cronologia completa delle presenze e delle reti in nazionale ― Argentina | Cronologia completa delle presenze e delle reti in nazionale ― Argentina |
| Data                                                                     | Città                                                                    | In casa                                                                  | Risultato                                                                | Ospiti                                                                   | Competizione                                                             | Reti                                                                     | Note                                                                     |
| ------------------------------------------------------------------------ | ------------------------------------------------------------------------ | ------------------------------------------------------------------------ | ------------------------------------------------------------------------ | ------------------------------------------------------------------------ | ------------------------------------------------------------------------ | ------------------------------------------------------------------------ | ------------------------------------------------------------------------ |
| 1-9-2016                                                                 | Mendoza                                                                  | Argentina                                                                | 1 – 0                                                                    | Uruguay                                                                  | Qual. Mondiali 2018                                                      | -                                                                        | 70’                                                                      |
| 6-9-2016                                                                 | Mérida                                                                   | Venezuela                                                                | 2 – 2                                                                    | Argentina                                                                | Qual. Mondiali 2018                                                      | -                                                                        | 71’                                                                      |
| 13-6-2017                                                                | Singapore                                                                | Singapore                                                                | 0 – 6                                                                    | Argentina                                                                | Amichevole                                                               | 1                                                                        | 46’                                                                      |
| 5-9-2019                                                                 | Los Angeles                                                              | Cile                                                                     | 0 – 0                                                                    | Argentina                                                                | Amichevole                                                               | -                                                                        | 57’                                                                      |
| 9-10-2019                                                                | Dortmund                                                                 | Germania                                                                 | 2 – 2                                                                    | Argentina                                                                | Amichevole                                                               | 1                                                                        | 62’                                                                      |
| 13-10-2019                                                               | Elche                                                                    | Ecuador                                                                  | 1 – 6                                                                    | Argentina                                                                | Amichevole                                                               | 1                                                                        | 57’                                                                      |
| 15-11-2019                                                               | Riyad                                                                    | Brasile                                                                  | 0 – 1                                                                    | Argentina                                                                | Amichevole                                                               | -                                                                        | 88’                                                                      |
| 8-10-2020                                                                | Buenos Aires                                                             | Argentina                                                                | 1 – 0                                                                    | Ecuador                                                                  | Qual. Mondiali 2022                                                      | -                                                                        |                                                                          |
| 12-11-2020                                                               | Buenos Aires                                                             | Argentina                                                                | 1 – 1                                                                    | Paraguay                                                                 | Qual. Mondiali 2022                                                      | -                                                                        | 83’                                                                      |
| Totale                                                                   |                                                                          | Presenze                                                                 | 9                                                                        |                                                                          | Reti                                                                     | 3                                                                        |                                                                          |

## Palmarès

### Club

#### Competizioni internazionali
- Coppa Libertadores: 1

River Plate: 2015
- Recopa Sudamericana: 2

River Plate: 2016, 2017

#### Competizioni nazionali
- Copa Argentina: 2

River Plate: 2015-2016, 2016-2017

### Individuale
- Capocannoniere della Copa Argentina: 1

2015-2016 (7 gol)